# Ícone cultural

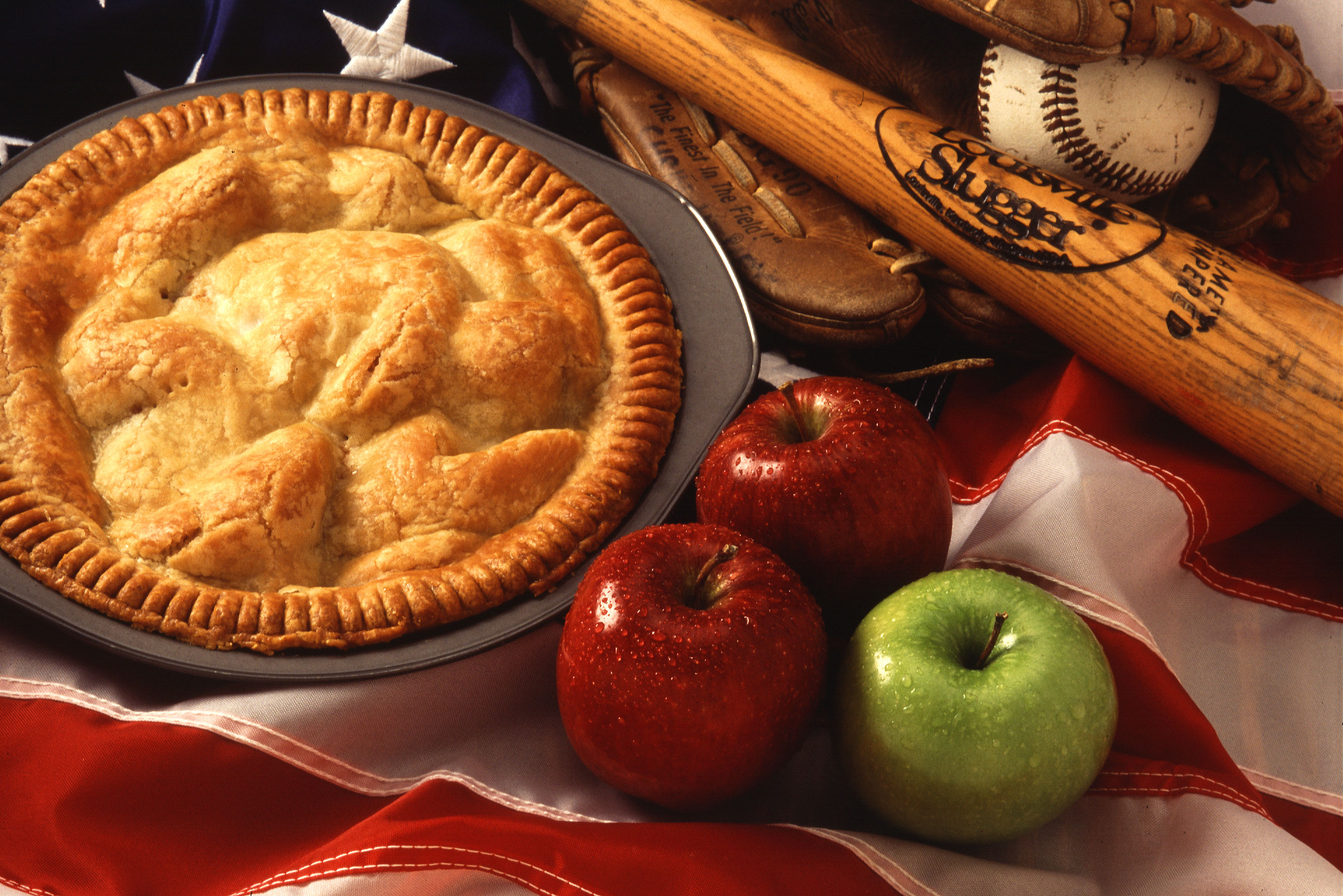
Torta de maçã, beisebol e a bandeira dos Estados Unidos são três ícones culturais americanos.

Um ícone cultural é um artefato identificado por membros de uma cultura como representante da mesma. O processo de identificação é subjetivo, e os "ícones" são julgados pela extensão em que podem ser vistos como representantes autênticos dessa cultura. Quando os indivíduos percebem um ícone cultural, eles o relacionam com suas percepções gerais da identidade cultural representada. Ícones culturais também podem ser identificados como uma representação autêntica das práticas de uma cultura por outra.
Na mídia, muitos itens e pessoas da cultura popular foram chamados de "icônicos", apesar de sua falta de durabilidade, e o termo "ícone pop" agora é frequentemente usado como sinônimo. Alguns comentaristas acreditam que a palavra é usada de modo excessivo ou ruim.
Os valores, normas e ideais representados por um ícone cultural variam tanto entre as pessoas que o subscrevem e, mais amplamente, entre outras pessoas que podem interpretar os ícones culturais como simbolizando valores bastante diferentes. Assim, uma torta de maçã é um ícone cultural dos Estados Unidos, mas seu significado varia entre os americanos.
Ícones nacionais podem se tornar alvos para aqueles que se opõem ou criticam um regime, por exemplo, multidões destruindo estátuas de Vladimir Lenin na Europa Oriental após as Revoluções de 1989 ou queimando a bandeira americana para protestar contra as ações americanas no exterior.
Ícones religiosos também podem se tornar ícones culturais em sociedades onde religião e cultura estão profundamente entrelaçadas, como as representações da Madona em sociedades com uma forte tradição católica.

## Exemplos

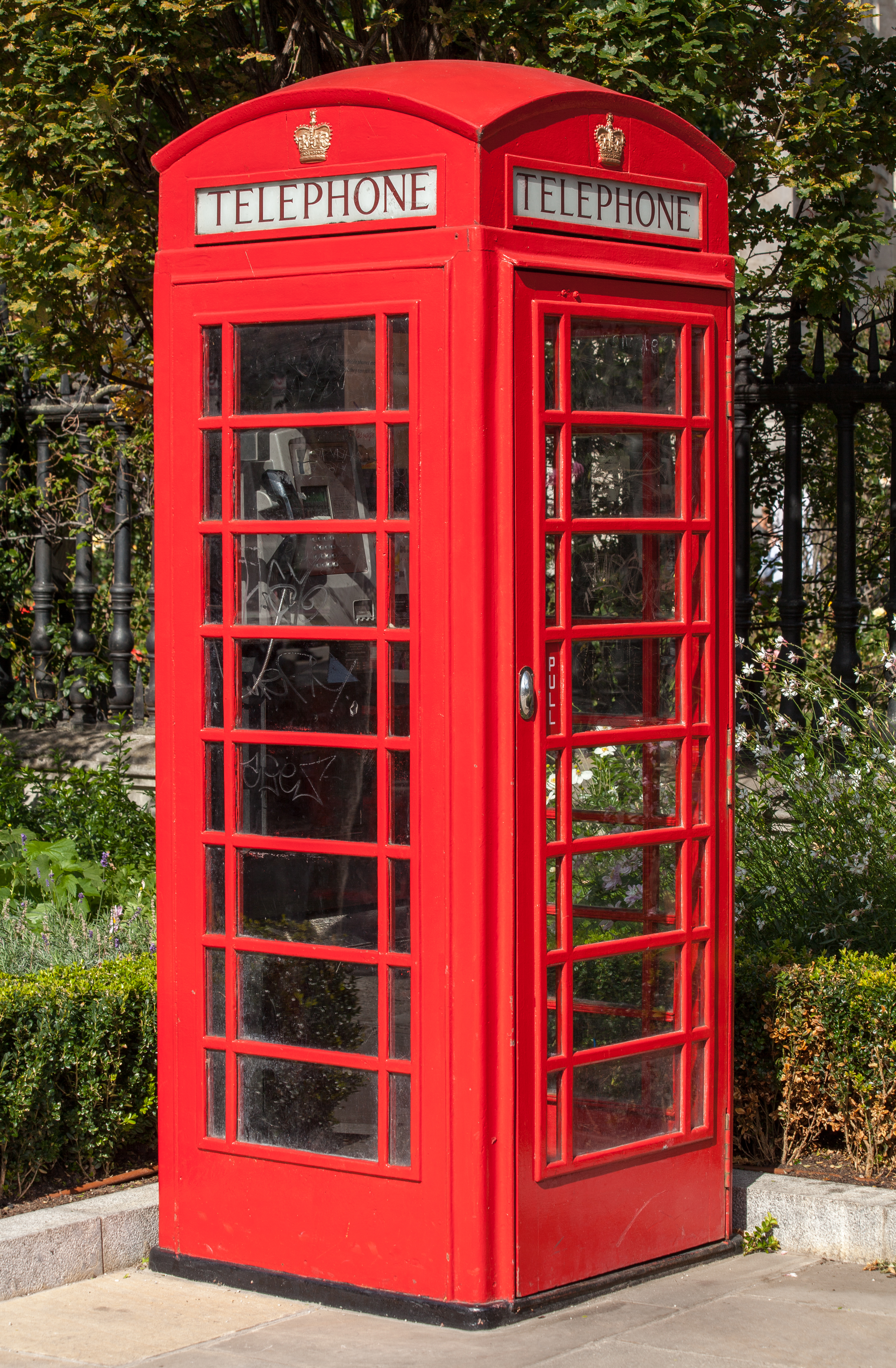
Uma cabine telefônica vermelha é um ícone cultural britânico

Uma pesquisa baseada na web foi criada em 2006, permitindo ao público indicar suas ideias para ícones nacionais da Inglaterra, e os resultados refletem a gama de diferentes tipos de ícones associados a uma visão inglesa da cultura inglesa. Um exemplo é o ônibus vermelho de dois andares AEC Routemaster London.
A boneca matriosca é vista internacionalmente como ícone cultural da Rússia. Na ex-União Soviética, o símbolo da foice e do martelo e as estátuas de Vladimir Lenin representavam os ícones culturais mais proeminentes do país.

## Repercussão
Descrever algo como icônico ou como um ícone se tornou muito comum na mídia popular. Isso atraiu críticas de alguns. Por exemplo, um escritor do Liverpool Daily Post chama de "icônico" "uma palavra que faz minha carne arrepiar", uma palavra "pressionada a servir para descrever quase tudo". Mark Larson, do Christian Examiner, rotulou "icônico" como uma palavra usada em demasia, encontrando mais de dezoito mil usos de "icônico" apenas nas notícias, com outros trinta mil para "ícone".